# Sergio Reynaldo González Bayard
Sergio Reynaldo González Bayard (* 20. Juni 1990 in Holguín) ist ein kubanischer Beachvolleyballspieler.

## Karriere
González erreichte 2008 bei der Junioren-WM in Den Haag mit Yaimel Borrell den neunten Rang. 2009 spielte er mit Karell Piña Ventoza auf der NORCECA-Tour. Piña/González wurden in Grand Cayman und Guatemala-Stadt jeweils Zweiter und gewannen dann das Turnier in Boca Chica. 2010 entschieden sie nach einem dritten Platz in San Salvador und einem zweiten Rang in Boca Chica das Turnier in Guatemala-Stadt für sich. Piña/González nahmen 2011 an den Panamerikanischen Spielen in Guadalajara teil, wo sie den sechsten Rang belegten. 2012 setzten sie sich bei den NORCECA-Turnieren in Chiapas und Varadero durch und wurden in Toluca Zweite. 2013 wurden sie Zweite in Guatemala, Fünfte in Toluca und Vierte in Varadero.
2014 bildete González ein neues Duo mit Nivaldo Nadhir Díaz Gómez. Díaz/González schafften zunächst einige Turniersiege und vordere Platzierungen bei der kontinentalen Tour. Dann nahmen sie an der Weltmeisterschaft 2015 in den Niederlanden teil; dort qualifizierten sie sich als Gruppenzweiter der Vorrunde für die KO-Runde und erreichten das Achtelfinale. Beim Continental Cup der NORCECA setzten sich die Kubaner gegen die Konkurrenten aus Nord- und Mittelamerika durch und qualifizierten sich für die Olympischen Spiele 2016, bei denen sie Platz fünf belegten. 2017 starteten Díaz/González auf der FIVB World Tour und hatten dort einige Top-Ten-Ergebnisse.